# Binjamin Elon
Binjamin Elon, Benny Elon (hebr. בנימין אלון, ur. 10 listopada 1954 w Jerozolimie, zm. 5 maja 2017 tamże) – izraelski polityk, członek Knesetu w latach 1996–2006, członek Unii Narodowej, w skład którego wchodziła prawicowa partia Moledet, której był przewodniczącym.

## Życiorys
Był synem byłego wiceprezesa Sądu Najwyższego Izraela prof. Menachema Elona.
Przed rozpoczęciem kariery politycznej, Elon uczył się w szkole talmudycznej Beit Orot. Dwa razy był ministrem turystyki – w piętnastym (w latach 2001–2002) i szesnastym Knesecie (w 2004 roku). W tym drugim przypadku zastąpił zamordowanego przez Palestyńczyków lidera Moledetu – Rechawama Ze’ewiego.
Elon sprzeciwiał się wszelkim dotychczasowym planom rozwiązania konfliktu bliskowschodniego, opowiadając się za własną propozycją, którą nazywał „Właściwą Drogą do Pokoju”. Postulował w niej deportację Arabów z Izraela do krajów arabskich.
W czasie kadencji szesnastego Knesetu, Elon był jednym z głównych bohaterów zamieszania, jakie miało miejsce w czasie głosowania nad planem wycofania osadników żydowskich ze Strefy Gazy. Ówczesny premier, Ariel Szaron, spodziewał się, iż Elon będzie głosować przeciwko proponowanym przez niego rozwiązaniom. Zawczasu więc zdymisjonował Elona. Ten jednak ukrył się, ponieważ sądził, iż skoro nie otrzyma dokumentu mówiącego o jego odwołaniu w ciągu 48 godzin, ciągle będzie mógł zagłosować przeciwko planowi Szarona na posiedzeniu rządu. Tak się jednak nie stało i Elon został odwołany.
W lutym 2006 zdiagnozowano u niego raka przełyku.
Nie startował w wyborach w 2009 roku. Zmarł 5 maja 2017.